# Antonio Era

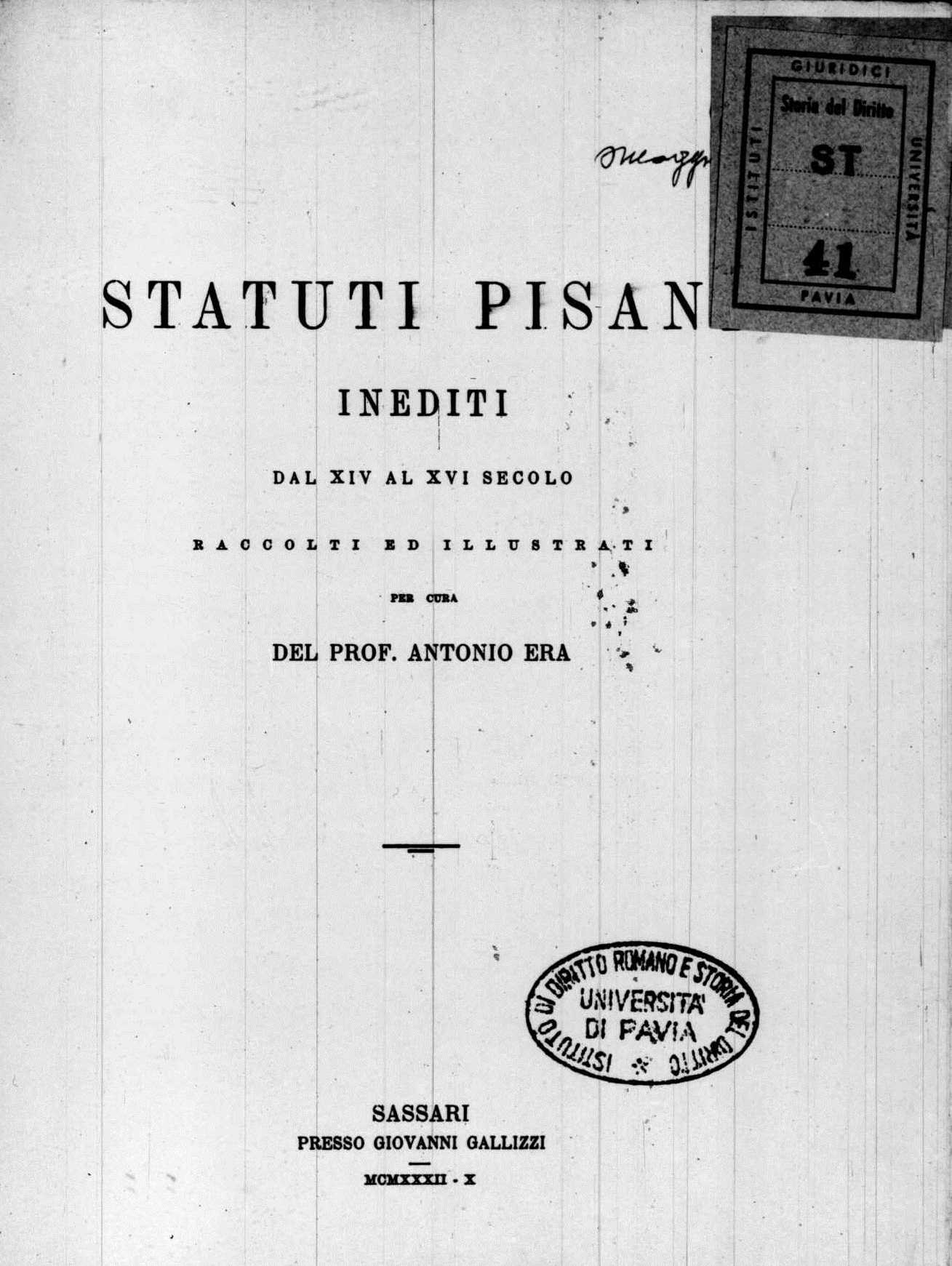
Statuti pisani inediti dal XIV al XVI secolo, 1932

Antonio Era (Alghero, 16 febbraio 1889 – Sassari, 17 novembre 1961) è stato un giurista italiano, ufficiale di marina dal 1912 al 1925, raggiungendo la qualifica di primo capitano.

## Biografia
Ripresi gli studi universitari dopo la partecipazione alla prima guerra mondiale, si laureò in giurisprudenza all'Università di Sassari nel 1921 ed esercitò per qualche tempo la professione di avvocato.
Conseguita nel 1929 la libera docenza in Storia del diritto italiano, tenne dei corsi liberi all'Università di Pisa dal 1930 al 1932.
Professore incaricato dal 1932 di Storia delle istituzioni giuridiche e economiche della Sardegna nella Facoltà di giurisprudenza dell'Università di Sassari, divenne professore di ruolo di Storia del diritto italiano, nella stessa Facoltà, dal 1935.
Nella seconda guerra mondiale fu richiamato nella Sanità militare marittima, alla Maddalena. Nel novembre 1943, per breve tempo, fu nominato preside della Facoltà di giurisprudenza di Sassari.
Impegnato in politica nel dopoguerra, venne eletto nel primo Consiglio regionale della Sardegna per il Partito Nazionale Monarchico e fu vicepresidente del Consiglio stesso dal 1949 al 1953. Fu anche tra i fondatori della Deputazione di storia patria per la Sardegna, e vicepresidente dal 1957, membro del Consiglio superiore degli archivi e ispettore bibliografico onorario. Nel 1959 venne insignito della medaglia d'oro dei benemeriti della cultura.